# 2,3-二甲基-2,3-二硝基丁烷
2,3-二甲基-2,3-二硝基丁烷（缩写DMDNB 或 DMNB）是一种含氮有机化合物，化学式C
6H
12N
2O
4，属于一种挥发性有机化合物（VOC），能用于爆炸物探测。